# Neocalyptis tricensa
Neocalyptis tricensa (Meyrick, 1912) è una falena appartenente alla famiglia Tortricidae. Vive in Vietnam, India e Taiwan.